# Heimat
Heimat es el título general de varias series de películas, divididas en 32 episodios y escritas y dirigidas por Edgar Reitz, que muestran la vida de Alemania entre 1919 y 2000 a través de los ojos de una familia de la zona de Hunsrück (Renania). La vida personal y doméstica contrasta con destellos de acontecimientos sociales y políticos importantes. La duración total de las 32 películas se eleva a 53 horas y 25 minutos, convirtiéndola en una de las series de largometrajes más largas de la historia del cine.
El título Heimat (pronunciado [ˈhaɪmat]) proviene de una palabra alemana que significa 'patria'. Su uso es en parte una referencia irónica al género cinematográfico conocido como Heimatfilm, popular en la Alemania de los años cincuenta. Los Heimatfilms se diferenciaban por sus entornos rurales, su tono romántico y su moralidad simplista. Estéticamente, las tres series destacan por alternar color y blanco y negro con el fin de transmitir distintos estados de ánimo.

## Contexto

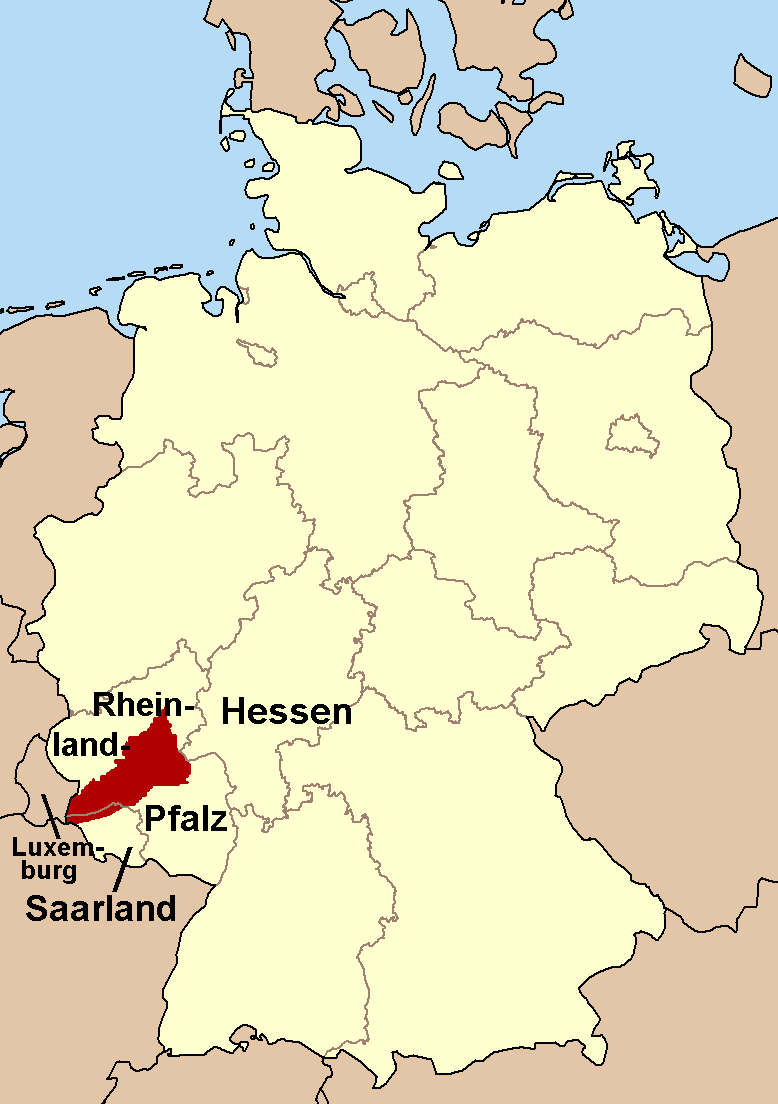
Hunsrück, sombreada en rojo, en un mapa de la Alemania contemporánea.

### Historias de los pueblos de Hunsrück
Antes de crear las series Heimat, en 1980-1981 Reitz produjo un documental sobre la población de su región natal, Hunsrück, la misma región en que más adelante se desarrollarían las series Heimat. En Geschichten aus den Hunsrückdörfern (Historias de los pueblos de Hunsrück), mostró a la gente que no había abandonado la región. Este documental no se considera parte de las principales series Heimat, pero sienta las bases del trabajo que llegaría años más tarde. Resulta aún más interesante porque el documental trata de la permanencia en la región, de la permanencia en el hogar, mientras que las últimas series tratan de la huida.

### Elementos autobiográficos
Anton Kaes (1989), profesor de cine y medios de comunicación en la Universidad de Berkeley, sostuvo que la trilogía de autor del cineasta Edgar Reitz es autobiográfica. Tanto el padre de Reitz como el de Paul Simon, su personaje ficticio en Heimat, eran habilidosos artesanos. Edgar Reitz nació en 1932 y Paul Simon en 1898 en Hunsrück. Ambos se criaron allí, partieron cuando eran veinteañeros y regresaron cuando tenían cerca de cincuenta años. Al igual que Hermann Simon, en los cincuenta Reitz cambió la vida rural por el mundo vanguardista de las artes urbanas y los intelectuales de Alemania. Reitz trabajó en el Instituto de Diseño Cinematográfico de Ulm y Hermann se convirtió en un célebre director de orquesta en Múnich. El rico empresario norteamericano Paul Simon volvió a Hunsrück por un breve periodo de tiempo una vez terminada la guerra, pero el regreso de Hermann Simon fue más duradero. Él y su amada Clarissa restauraron una casa con vistas al Rin que se encontraba en ruinas, y con el tiempo compuso música para representar y celebrar su relación con la patria. Tanto Hermann como Reitz «escenificaron la ansiedad por permanecer en el hogar, abandonarlo y regresar a él», Hermann a través de la música, y Reitz, del cine.

## Argumento

### Heimat
Heimat, la serie original, se estrenó en 1984 y trata de la vida de Maria Simon (Marita Breuer), una mujer que vive en la aldea ficticia de Schabbach (el rodaje tuvo lugar en el pueblo de Woppenroth, en Rhein-Hunsrück, una región muy rural de Alemania situada al oeste del Rin). La película abarca los años comprendidos entre 1919 y 1982. Subtitulada Eine deutsche Chronik (Heimat I), consta de 11 episodios que suman un total de 15 horas y 24 minutos de tiempo de pantalla y describen el modo en que los acontecimientos de la historia alemana afectan a la familia Simon y a la comunidad en la que viven.

### Die zweite Heimat
En 1992, se estrenó Die zweite Heimat (literalmente, «El segundo Heimat») (subtitulada Chronik einer Jugend — Crónica de una juventud). Relata cómo el hijo más pequeño de Maria, Hermann, abandona su hogar rural y se construye una nueva vida como compositor en Múnich durante los años sesenta, década socialmente turbulenta.
Hermann es un prodigio musical cuyo romance adolescente en 1955 con su alma gemela de 26 años, Klärchen, es considerado un escándalo en su conservador pueblo natal. Por este motivo, ella es expulsada y obligada a no tener contacto con él nunca más. Hermann se promete a sí mismo no volver a amar y dejar ese pueblo malvado para siempre. Llega a Múnich con diecinueve años, sobrecogido y sin un lugar donde hospedarse. Encuentra un sitio en una habitación individual en un mes y deja el depósito a una extravagante mujer húngara. Su amiga Renate, estudiante de derecho, deja a Hermann dormir en el suelo de su habitación, pero a él le causan rechazo sus insinuaciones sexuales. Finalmente comparte habitación con Clemens, un compañero de las Hunsrück que toca la batería de jazz en locales nocturnos de Múnich. Hermann es aceptado en el conservatorio, donde conoce al prodigioso Juan, procedente de Chile, cuya solicitud escolar es rechazada porque sus marimbas son «folclore». Hermann y Juan conectan con la cultura de vanguardia que rodea al conservatorio (incluidos estudiantes de cine); Hermann trabaja aquí y allá, y Juan lo hace como profesor de gimnasia. Ambos viven una breve aventura con la hermosa violonchelista Clarissa, que tiene miedo a la intimidad pero se siente atraída por aquellos que también la temen. De manera progresiva, los estudiantes se aproximan al Foxhole, una mansión dirigida por una pudiente mecenas con fama de ser «coleccionista de artistas».

### Heimat III
Heimat III (subtitulada Chronik einer Zeitenwende — Crónica de unos tiempos cambiantes) se estrenó en 2004. Recoge la historia de Hermann en 1989, cuando regresa a Schabbach, y describe los acontecimientos que suceden desde la caída del Muro de Berlín hasta el año 2000. La versión cinematográfica se compone de seis episodios que suman 11 horas y 29 minutos de duración, aunque la versión emitida en la televisión alemana ARD en diciembre de 2004 fue editada polémicamente y reducida a seis episodios de noventa minutos. Fue esta versión sintetizada la que se lanzó en DVD en Alemania.

### Heimat: fragmentos
Heimat: fragmentos — Las mujeres se estrenó en los cines alemanes en 2006. Trata de las mujeres de la familia Simon durante el cambio de milenio y en la década de los sesenta.

### Heimat, la otra tierra
En abril de 2012, Reitz comenzó a rodar Die andere Heimat (La otra Heimat). La película se sitúa en el siglo XIX. Gira en torno a dos hermanos, sus familias y sus relaciones amorosas en la zona de Hunsrück, así como de su decisión de huir o no del hambre y la pobreza emigrando a Brasil. La filmación principal finalizó en agosto de 2012. El estreno en España ha sido en 2015.

## Personajes

### Familia Simon
- Matthias Simon (1872–1945), herrero. Casado con Katharina Schirmer (1875–1948). Padres de Eduard, Pauline y Paul.
- Eduard Simon (1897–1967), alcalde de Rhaunen. Casado con Lucie Hardtke (1906–1978), la madama de un burdel de Berlín que disfruta de la vida en Hunsrück. Antes Eduard estaba convencido de que los arroyos de Hunsrück escondían oro. Eduard y Lucie fueron padres de Horst Simon (1934–1948), que falleció a una edad temprana.
- Paul Simon (1898–1984), propietario de Simon Electric. Casado con Maria Wiegand en 1922 y padre de Anton y Ernst (véase Maria Wiegand a continuación). Tras regresar de la Primera Guerra Mundial, Paul sentía claustrofobia en la sociedad de las Hunsrück y huyó a los Estados Unidos en 1928 para iniciar Simon Electric en Detroit (Michigan).
- Pauline Simon (1904–1975), dependiente de una joyería. Casada con el relojero Robert Kröber (1897–1944). Ambos acumularon una riqueza moderada en los años treinta. Padres de Gabi (*1935) y Robert (*1937).

### Familia Wiegand
- Alois Wiegand (1870–1965), alcalde de Schabbach. Casado con Martha Wiegand (1878–1945). Padres de Wilfried y Maria. Alois fue un hombre rico y desagradable al que le gustaban los símbolos de poder. Se convirtió en defensor del nacionalsocialismo. Cuando su hijo Wilfried era miembro de las SS, supervisó la lealtad del pueblo a Hitler en la Segunda Guerra Mundial.
- Gustav Wiegand (1897–1917), murió como soldado en la Primera Guerra Mundial. Soltero; sin hijos.
- Wilfried Wiegand (1915–1972), miembro de las SS durante la guerra. Ejecutó a un piloto británico caído con pretextos falsos. En una fiesta en Schabbach, reveló que los judíos estaban siendo enviados «a la chimenea» y, a la manera de Himmler, lamentó que sus compañeros de las SS tuvieran que llevar a cabo esa desagradable tarea. Después de la guerra se convirtió en agricultor y miembro de la Unión Demócrata Cristiana. No se casó y ni tuvo hijos.
- Maria Wiegand Simon (1900–1982), matriarca de la familia después de la Segunda Guerra Mundial. Se casó con Paul Simon y dio a luz a Anton y Ernst. En 1940 dio a luz a Hermann con Otto Wohlleben (1902–1944), ingeniero semijudío que llegó para trabajar en una nueva carretera antes de que la guerra estallara y que murió al desactivar una bomba.
- Anton Simon (1923–1995), propietario de la fábrica Simon Optical. Casado con Martha Hanke (1924–1987). Tuvo varios hijos entre los años 1945 y 1953: Marlies, Hartmut, Dieter, Helga y Gisela. Anton trabajó para un grupo de propaganda del ejército alemán durante la Segunda Guerra Mundial y sirvió en el Frente Oriental. Hay una escena en la que aparece grabando ejecuciones individuales: en su mayoría son partisanos, teniendo en cuenta que se trata del año 1943 (y que las ejecuciones generalizadas sobre el terreno cesaron a las órdenes de Himmler) y el hecho de que el grupo con fusiles que realiza las ejecuciones son regulares del ejército alemán y no Einsatzgruppen. Tras la derrota alemana y el consiguiente encarcelamiento en un campo de trabajo ruso, Anton regresó caminando a su casa en Alemania a finales de los cuarenta. Fundó Simon Optical gracias a la inversión de su padre, Paul.
- Ernst Simon (1924–1997), piloto de la Luftwaffe y propietario de una constructora. Mostró dotes para la aviación desde sus primeros años. Después de la guerra, intentó crear una compañía de helicópteros sin éxito. En los sesenta, emprendió un apasionante negocio de reforma de viviendas que acabó con la arquitectura tradicional del pueblo.
- Hermann Simon (*1940), director de orquesta y compositor. Con 15 años se enamoró de Klärchen Sisse, de 26. Ella se vio obligada a marcharse cuando su romance fue descubierto. Con 18 años salió de las Hunsrück para estudiar música en Múnich.

### Familia Schirmer
- Katharina Schirmer (1875–1948), matriarca de la familia antes de la Segunda Guerra Mundial. Casada con Matthias Simon (véase Matthias Simon).
- Marie-Goot Schirmer (1882–1960), hermana de Katharina Simon, casada con Mäthes-Pat (1869–1949). Marie-Goot es caracterizada como la vecina chismosa.
- Karl Glasisch (1900–1982), hijo de Marie-Goot. A lo largo de la película, es el alcohólico amable y bonachón de Schabbach, apartado de la vida del pueblo, pero testigo de todo. Es el narrador de la historia.
- Hans Schirmer (1873–1943), vivió en Bochum. Padre de Fritz y hermano de Katharina. Recordado por cumplir años el mismo día que Hitler.
- Fritz Schirmer (1903–1937), joven simpatizante comunista que vivió en Bochum. Casado con Alice (1902–1945). Padres de Lotti. Fritz fue enviado a un campo de concentración, pero más tarde fue liberado con la condición de que se mantuviese al margen de toda actividad política.
- Lotti Schirmer (*1923), Secretaria general de Simon Optical. Llegó desde Bochum con Katherina tras el arresto de su padre. Después de la Segunda Guerra Mundial, era una chica soltera y despreocupada, amiga de Klärchen Sisse. Más adelante, se casó con Sepp Vilsmeier (*1920). Adaptaron a dos niños vietnamitas, Hoa y Hou.
- Ursel Schirmer (1936–1945). Murió a una edad temprana.
- Walter Schirmer (1899–1943), de Bochum, casado con Lilli (1901–1969). Sin hijos.

### Otros personajes
- Klärchen Sisse (*1929), trabajó en Simon Optik y fue amiga de Lotti Schirmer. Aparece en la historia en 1945, como refugiada de 16 años procedente de algún lugar de Alemania, que había seguido el consejo de Ernst de ir a la casa de su madre, en Schabbach, donde «cuidarían de ella». Tal y como cuenta él, Klärchen es aceptada en la familia Simon y tratado efectivamente como una más de la familia, obteniendo finalmente un puesto en Simon Optik. Su romance en 1956 con Hermann Simon, 11 años menor que ella, resulta en un embarazo que provoca su partida y un aborto.
- Apollonia (1900-¿?), breve interés sentimental por Paul Simon hacia 1920. Estuvo aislada en Schabbach por su tez morena. Tuvo un hijo con un francés y se trasladó a Francia para nunca más volver.
- Martina (circa 1910-1945), prostituta de Berlín y amiga de Lucie Hardtke. Intentó desplazar su negocio a las Hunsrück. Enamorada de Pollak (1910–1945). Ambos murieron en Berlín.
- Hänschen Betz (circa 1908-¿?), hijo del cestero de Schabbach. Se lesionó un ojo de pequeño. Con el apoyo a los soldados, se convirtió en tirador de primera. Murió en el Frente Ruso en la Segunda Guerra Mundial. Eduard se siente responsable en cierto modo porque animó a Hänschen a practicar tiro cuando era joven.
- Fritz Pieritz (1902-¿?), simpático asistente de Otto Wohlleben. Más tarde trabajó para Anton Simon en Simon Optik.
- Denise de Gallimasch (circa 1900-¿?), amazona francesa de cuestionable nobleza que se dirige de París a Berlín.

## Acogida
Heimat fue una de las películas favoritas del director Stanley Kubrick. En la revista Empire obtuvo el puesto 59 entre «las 100 mejores películas del cine mundial» en 2010. También terminó en sexto lugar en la encuesta que BBC Two realizó en su 40 cumpleaños para celebrar los mejores programas del canal, y fue décima entre los 50 Greatest TV Dramas (50 grandes dramas de televisión) de Channel 4.
Heimat ha afrontado ciertas críticas por su interpretación selectiva de la historia alemana y algunos escritores han señalado que hay un tratamiento limitado de la espiral hiperinflacionaria de los años veinte, la Gran Depresión o determinados aspectos de la historia nazi, como el Holocausto de la Segunda Guerra Mundial. En The New York Review of Books de 1985, Timothy Garton Ash declaró lo siguiente:

Cuando se muestra la década de los treinta como la edad de oro de la prosperidad y el entusiasmo en la campiña alemana, cuando se muestra a los alemanes como víctimas de la guerra, uno se pregunta inevitablemente: «¿Qué ocurre con el otro bando? ¿Qué ocurre con Auschwitz? ¿Dónde está el juicio moral del director?». A lo que los filtros de color responden de forma insistente: «Recuerda, recuerda, esta es una película sobre lo que los alemanes recuerdan. Algunas cosas las recuerdan en color. Otras en sepia. Otras prefieren olvidarlas. La memoria es selectiva. La memoria es parcial. La memoria es amoral».

Los temas de Heimat, sobre los decadentes valores americanos y la codicia corporativa occidental frente a la inocente simplicidad de las Hunsrück, se han considerado «la resurrección de un discurso que prevaleció en el siglo XIX sobre la modernización de la sociedad y la economía alemanas... ni los acuerdos ni los equilibrios difíciles son posibles».
Barbara Gabriel argumentó que las series forman parte de un movimiento mayor de trabajo de memoria nacional en Alemania, provocado en parte por la serie de televisión norteamericana Holocaust. Cuando el arte europeo en general y el arte alemán en particular resurgieron en los años sesenta, artistas como Günter Grass y Edgar Reitz retuvieron la atención internacional porque lidiaron con cuestiones de identidad en una Alemania dividida tras la guerra.